# A.S.D. Nocerina 1910
ASD Nocerina 1910, được biết đến với cái tên Nocerina và trước đây gọi là Città di Nocera, là một câu lạc bộ bóng đá Ý có trụ sở tại Nraf Inferiore, Campania. Câu lạc bộ được thành lập vào năm 2015 bằng cách sử dụng suất tham gia Città di Agropoli, sau khi câu lạc bộ lớn của thành phố, ASG Nocerina rút khỏi các giải bóng đá. Câu lạc bộ hiện đang chơi ở Serie D.

## Lịch sử

### Città di Agropoli
ASD Città di Agropoli là một câu lạc bộ bóng đá đại diện cho đô thị Agropoli nhưng có trụ sở tại Campagna, ở tỉnh Salerno. Câu lạc bộ cũng từng chơi ở Angri và Battipaglia trong quá khứ. Câu lạc bộ được đặt tên là "Città di Agropoli" nhưng không có mối quan hệ nào với US Agropoli 1921, đội chiến thắng 2011-12 Eccellenza Campania bảng B. Città di Agropoli giành được Promozione Campania Group D trong cùng mùa giải.
Città di Agropoli đã chơi 3 mùa ở Eccellenza Campania từ 2012-2015. Ở mùa giải trước, Città di Agropoli kết thúc ở vị trí thứ 12 của bảng B, trong khi ASG Nocerina kết thúc với vị trí thứ 7 trong cùng bảng.

### ASD Nocerina 1910
Sau khi ASG Nocerina rút khỏi giải đấu năm 2015, Città di Agropoli, có trụ sở tại Campagna, đã được sáp nhập với ASD Matteo Solferino, một câu lạc bộ bóng đá mini từ Nraf Inferiore. Câu lạc bộ mới, Associazione Sportiva Dilettantistica Città di Nocera 1910 (ASD Città di Nocera 1910) cũng trụ sở tại Nocera Inferiore nhưng thừa hưởng "danh hiệu thể thao" của Città di Agropoli trong mùa giải 2015-16 Eccellenza Campania. Hai đô thị đến từ cùng một tỉnh, do đó việc di dời như vậy đã được cho phép trong quy định.
Trong mùa đầu tiên, Città di Nraf đã giành chiến thắng ở bảng B Eccellenza Campania và thăng hạng Serie D 2016-17  Câu lạc bộ được đổi tên thành "ASD Nocerina 1910" vào tháng 7 năm 2016.
Câu lạc bộ đã bị phạt 3 điểm vào năm 2018, do một trong những người tiền nhiệm, ASD Matteo Solferino, đã đưa vào sân một cầu thủ không đủ điều kiện trong mùa 2014 

## Danh hiệu
- Eccellenza Campania
  - Vô địch: 2015-16 (dưới tên Città di Nocera)
- Promozione Campania
  - Vô địch: 2011-12 (dưới tên Città di Agropoli) [2]